# Яковлєва Людмила Миколаївна
Людмила Миколаївна Яковлєва (нар. 15 листопада 1942) — українська радянська діячка, секретар Київського міського комітету КПУ, голова Київської міської ради професійних спілок, голова Національної Ради жінок України.

## Біографія
Трудову діяльність розпочала в 1960 році слюсарем-складальником Київського заводу реле та автоматики.
Закінчила факультет автоматики і телемеханіки Київського політехнічного інституту, здобула спеціальність інженер-електрик. Член КПРС з 1964 року.
Потім працювала заступником секретаря і секретарем комітету комсомолу, старшим інженером конструкторського бюро і начальником цеху на Київському заводі реле та автоматики.
У 1976—1980 роках — голова заводського комітету профспілки; секретар партійного комітету Київського заводу реле та автоматики імені 50-річчя СРСР.
У 1980—1983 роках — 2-й секретар Жовтневого районного комітету КПУ міста Києва.
У 1983—1984 роках — 1-й секретар Жовтневого районного комітету КПУ міста Києва.
4 лютого 1984 — 23 січня 1987 року — секретар Київського міського комітету КПУ.
10 січня 1987 — листопад 1990 року — голова Київської міської ради професійних спілок.
з 1990 року — 1-й заступник голови Федерації профспілок України; 1-й віце–президент Українського Союзу промисловців і підприємців. Директор Агентства з розвитку малого та середнього підприємництва.
Член Всеукраїнського політичного об'єднання «Жінки за майбутнє».
У 2012—2014 роках — голова Національної Ради жінок України.
Потім — на пенсії в місті Києві.

## Нагороди
- орден княгині Ольги ІІІ ст.
- орден Трудового Червоного Прапора
- орден Дружби народів
- Почесна грамота Верховної Ради України
- Подяка Президента України
- Подяка Кабінету міністрів України
- Заслужений працівник промисловості України.